# Ваккернхайм
Ваккернхайм (нем. Wackernheim) — община в Германии, в земле Рейнланд-Пфальц. 
Входит в состав района Майнц-Бинген. Подчиняется управлению Хайдесхайм ам Райн.  Население составляет 2606 человек (на 31 декабря 2010 года). Занимает площадь 5,90 км².
Община подразделяется на 3 сельских округа.